# Michael Gardyne
Michael Gardyne est un footballeur écossais, né le 23 janvier 1986, à Dundee en Écosse. Il joue comme attaquant à Inverness CT.

## Carrière en club
Lors de la saison 2011-2012, il inscrit 13 buts en deuxième division écossaise avec l'équipe de Ross County.
Il joue un match en Ligue Europa avec l'équipe de Dundee United lors de la saison 2012-2013.

## Palmarès
Ross County
- Champion d'Écosse D3 en 2008
- Champion d'Écosse D2 en 2012 et 2019
- Vainqueur de la Coupe de la Ligue écossaise en 2016
- Vainqueur de la Scottish Challenge Cup en 2007 et 2011

## Distinctions personnelles
- Membre de l'équipe-type de Scottish Championship (D2) lors de la saison 2011-2012 et 2018-2019